# Right Now
Right Now är den brittiska tjejgruppen Atomic Kittens debutalbum, utgivet den 16 mars 2000. Albumet återutgavs den 8 juni 2001 med den nya medlemmen Jenny Frost.

## Låtförteckning
1. "Right Now" – 3:35
2. "Follow Me" – 3:15
3. "Cradle" – 3:45
4. "I Want Your Love" – 3:15
5. "See Ya" – 2:52
6. "Whole Again" – 3:03
7. "Bye Now" – 3:29
8. "Get Real" – 3:39
9. "Turn Me On" – 3:40
10. "Do What You Want" – 4:02
11. "Hippy" – 2:48
12. "Strangers" – 2:44